# Chuck Forsberg
Chuck Forsberg (6 de maio de 1944 - 24 de setembro de 2015)  desenvolveu dois protocolos populares de transmissão de dados para carregar e baixar arquivos da rede dial-up dos Bulletin Board System na década de 1990. Ele recebeu um Dvorak Prêmio de Excelência em telecomunicações em 1992 pelo desenvolvimento do ZMODEM  Ele também foi o engenheiro de projeto dos terminais gráficos Tektronix 4010.
Anteriormente, ele projetou o protocolo YMODEM e criou um programa chamado  YAM .
Forsberg, antes de sua morte, residia em Portland, Oregon. Ele dirigiu a empresa de software de transmissão de dados Omen Tecnologia o qual fundou em 1984. Ele foi um operador de rádio amador (WA7KGX)  e um piloto de aeronaves.